# Кали
Кали (шп. Santiago de Cali) је са 2 милиона становника трећи по величини град у Колумбији и главни град департмана Долина Кауке (Valle del Cauca). Град се простире на 560,3 km² са 120,9 km² урбаног подручја. Град се налази у западном делу земље, у удолини на реци Каука. Као једини већи колумбијски град који има приступ пацифичкој обали, Кали је главни урбани и економски центар на југу земље и има једну од најбрже растућих економија Колумбије.
Као спортски центар Колумбије, Кали је био град домаћин Панамеричких играра 1971.
Град је основан 25. јула 1536. и уједно је био прво насељено место у овој области.
Јутра и ноћи су у овом граду изузетно хладни, због његове окружености брдима, док је просечна дневна температура током целе године преко 26 °C.

## Становништво
| 1938.   | 1951.   | 1964.   | 1973.   | 1985.     | 1991.     | 2005.     | 2013.     |
| ------- | ------- | ------- | ------- | --------- | --------- | --------- | --------- |
| 101.883 | 284.186 | 637.929 | 991.549 | 1.429.026 | 1.714.415 | 2.119.843 | 2.394.870 |

## Партнерски градови
- Стокхолм
- Palos de la Frontera
- Праг
- Орландо
- Њујорк
- Мајами
- Амстердам
- Атина
- Монтреал
- Ванкувер
- Монте Карло
- Медељин
- Брајтон
- Каракас
- Кито
- Гвајакил
- Гвадалахара
- Монтереј
- Рио де Жанеиро
- Манила
- Фиренца
- Сантијаго де Компостела